# Ortodoxa metropolitdömet Sverige och Skandinavien
Ej att förväxla med Stockholms ortodoxa stift, kopplade till Den sanna grekisk-ortodoxa kyrkan.
Ortodoxa metropolitdömet Sverige och Skandinavien är Konstantinopels ekumeniska patriarkats metropolitdöme för Norden. Metropolitdömet har sitt säte vid Sankt Georgios kyrka i Stockholm och leds sedan den 14 juni 2014 av Cleopas Strongylis. 
Metrolpolitdömet grundades år 1969 som följd av att ett stort antal troende från framför allt Grekland emigrerat till Norden. Tidigare hade ansvaret för Norden delats av grekisk-ortodoxa ärkebiskopsdömet i Storbritannien och Grekisk-ortodoxa metropolitdömet Tyskland. Till dess första metropolit valdes Polyevktos Fifinis, en post som 1974 övertogs av Pavlos Menevisoglou och 2014 av Cleopas Strongylis. Gudstjänst utfördes ursprungligen i ett gravkapell vid Maria Magdalena kyrka i Stockholm men under 1970-talet förvärvade metropolitdömet Aposteln Paulus Grekisk-Orthodoxa kyrka i Uppsala år 1974, Sankt Georgios kyrka i Stockholm år 1976, Marie bebådelse kyrka i Oslo år 1981 och Treenighetskyrkan i Göteborg år 1998. Metropolitdömet har besökts av Patriarken av Konstantinopel vid fyra tillfällen.
Finska ortodoxa församlingen i Sverige innefattas i metropolitdömet men är registrerad som en enskild församling.